# Mesolycus mediozonatus
Mesolycus mediozonatus is een keversoort uit de familie netschildkevers (Lycidae). De wetenschappelijke naam van de soort werd in 1955 gepubliceerd door Takehiko Nakane.